# Monterubiaglio
Monterubiaglio (Montrubbiajo in dialetto locale) è una frazione del comune di Castel Viscardo, in provincia di Terni, situata a 55 km nord-ovest da Terni e a 2 km nord-est dal capoluogo di Castel Viscardo, ad un'altitudine di 340 m s.l.m..
Secondo i dati del censimento del 2001, gli abitanti sono 652.

## Storia

### Generalità
Le origini di Monterubiaglio risalgono al periodo etrusco-romano, all'epoca centro di scambi commerciali, grazie alla vicinanza della via Traiana Nova.
Il centro storico caratterizzato da un crocevia tipico dell’Urbanistica Romana, è probabile che sia stato attraversato appunto dalla Via Trajana Nova; variante dell’antica Via Cassia; tra Bolsena e Chiusi; valida testimonianza è un'importante ara funebre ritrovata il secolo scorso nei fondi della Parrocchia di S. Antonio Abate, attualmente visibile presso il Museo Archeologico di Orvieto.
Il borgo, di cui si hanno le prime notizie nel 1262, è dominato dal castello di origine medievale; costruito intorno al Trecento, esso nacque come avamposto difensivo. I primi proprietari furono la famiglia Monaldeschi, per poi passare nel 1650 alla famiglia Lodovisi. Nel corso degli anni varie famiglie si avvicendarono nella proprietà del castello. Nel 1600 all'interno del castello visse l'alchimista Giovanni Battista Negroni.
Negli anni ’60 durante la costruzione del Complesso Turistico Sabatini in località “Cannelletto” sono stati rinvenuti reperti archeologici di un probabile complesso termale  (acque solfuree e ferruginose) dell’epoca di Tiberio.
Il contado fu signoria degli Orvietani “Monaldeschi della Cervara” che, con alterne traversie di parentela si avvicendarono fino al 1650.
È documentato che il Borgo fosse recintato da mura che delimitavano la corte tra la piazza e la Chiesina ottagonale in località “La Madonna”.
Nel 1503, il paese venne saccheggiato dalle bande di ventura di Cesare Borgia.
Dopo il 1650, il Feudo passò nelle mani della Famiglia Lodovisi di San Casciano; poi ai Conti Negroni ed in ultimo ai Giberti-Macioti (1882).
I bassorilievi degli stemmi nobiliari sono incastonati nelle mura del campaníle della Chiesa Parrocchiale.
Nel Castello, come in tutti quelli che si rispettano, pare che nelle notti lugubri s’aggiri il fantasma di Giovanni Rinaldo II° Monaldeschi, assassinato dalla Regina Cristina di Svezia nel 1654.
Nel 1611, Giacomo I° Monaldeschi della Cervara promulga lo Statuto del Castello di Monterubiaglio, importante strumento legislativo che regolava tutta 1’attività religiosa e socio-economica del contado; ancora oggi principalmente fondata sulla produzione del vino Orvieto D.O.C.
Nel 1652 viene istituita la “Festa della Madonna Assúnta” con la processione della statua in legno di pero attribuita all’arch. orvietano Ippolito Scalza, progettista della Chiesina ottagonale in località “La Madonna”.
La statua è ora visibile nella Chiesa parrocchiale dove esternamente, in una lunetta sopra il portale, si può ammirare una “Deposizione”: bassorilievo in terracotta di Adalgiso Fini.
Già comune autonomo, denominato Monte Rubbiaglio, fu accorpato nel 1879 dall'attuale comune, che all'epoca faceva parte della provincia di Perugia.

### Gli anni del boom economico
La presenza di acque minerali nel territorio di Castel Viscardo veniva dettagliatamente descritta già nella “Carta Idrograﬁca d’Italia” relativa al ﬁume Tevere pubblicata nel 1908 dal Ministero di Agricoltura, Industria e Commercio. Le acque segnalate si presentavano su una superﬁcie di circa un ettaro nel versante in destra idrograﬁca del torrente Paglia sotto Castel Viscardo. I toponimi dei luoghi come Piscina, Bagnaccio, Fosso Pisciarello, Caldana, Pozzangone, Macchia del Pozzo, costituiscono ancora oggi un esplicito richiamo alla diﬀusa presenza dell’acqua. Le acque con le loro specifiche proprietà benefiche da sempre venivano utilizzate dalla popolazione locale. Non esistevano però strutture che ne favorissero la fruizione e ne consentissero la valorizzazione, anche a beneﬁcio dell’economia del luogo. 
Solo negli anni Sessanta, per iniziativa di Paris Sabatini, inizia lo sfruttamento termale delle acque. Risulta favorevole l'esito delle indagini geologiche iniziate nel 1963 e concluse nel 1965. Viene perforato un pozzo di 114 metri per l'attingimento in falda di un’acqua termominerale salso-bromo-iodica a temperatura a bocca pozzo di 46°. Nel frattempo (1963) era stata eﬀettuata dal prof. Mario Talenti di Roma l’analisi chimica delle acque. Il coraggioso e innovativo imprenditore, forte della conoscenza dettagliata dei luoghi d'infanzia e della sua professione di imprenditore edile in contesti di grandi dimensioni, può iniziare la costruzione del “Complesso Turistico Sabatini” (CTS). A tal fine individua la località “Cannelletto” nelle vicinanze di Monterubiaglio. Con la disponibilità dell’acqua inizia pertanto la costruzione di alcune piscine all’aperto e dell’ediﬁcio destinato ad ospitare i servizi di accoglienza e ristoro. In occasione dei corposi necessari lavori di sbancamento vengono rinvenuti consistenti e significativi reperti archeologici. Gli approfondimenti storici dell'epoca portano verosimilmente ad ipotizzare la presenza di un probabile complesso termale  (acque solfuree e ferruginose) dell’epoca di Tiberio. Scatta a questo punto la geniale intuizione di marketing ante litteram. Un'accattivante denominazione “Fonti di Tiberio” allude con malizia alla mitologica origine dei bagni di Monterubiaglio per volontà di Tiberio, “imperatore di Capri”.
Inoltre la novità della struttura, la sua posizione appartata, l’eﬃcace promozione sono ingredienti di base che ne decretano l’iniziale successo unitamente al Casello A1 di Orvieto, aperto proprio nel 1964. Il Casello, distante appena un quarto d'ora d'auto dalle Terme, poteva intercettare un flusso nord-sud molto più rapido e consistente ormai definitivamente spostato dalla vecchia strada consolare Cassia. Personaggi dello spettacolo che gravitavano a Roma nell’ambiente di Cinecittà e della televisione. Frequentazioni così di rilievo, facilitate da rapporti professionali e personali di Sabatini, moltiplicano la visibilità sui giornali e i media dell'epoca. La notorietà rapidamente acquisita, svanisce però altrettanto rapidamente per problemi sorti nel funzionamento dell’impianto termale e nella gestione del complesso. Il “Centro Turistico Sabatini”, che aveva cominciato ad operare come struttura termale in base alla concessione ottenuta nel 1965, cessa l’attività nel 1969 per fallimento del concessionario. Nel silenzio che ha avvolto questa esperienza non è dato conoscere con esattezza né la dinamica di questa dismissione, né la mancata riproposizione in altre forme o con altri soggetti dell’attività termale. La presenza dell’unica acqua ipertermale nel territorio regionale, la strategica localizzazione del sito nel corridoio di attraversamento longitudinale del paese, la limitata concorrenza a quel tempo di altre strutture con analoghe caratteristiche, sono tutti elementi che avrebbero potuto invogliare molti soggetti ad assumere l’iniziativa per il rilancio delle “Fonti di Tiberio”. Nei decenni seguenti purtroppo tutte le compagini politiche/amministrative che si candidano ad amministrare il Comune di Castel Viscardo lo indicano come obiettivo di rilievo. Nessuno riesce però a ricondurre un reale concreto interesse attorno al sito. Il complesso cade infatti nel più completo abbandono. Nel 2010 dopo la chiusura di lunghi procedimenti legali, il Servizio Risorse idriche della Regione dell'Umbria prende in consegna i Pozzi di acqua minerale e le relative pertinenze minerarie del sito "Fonti di Tiberio" di Monterubiaglio. I tecnici della Regione li consegnano in custodia al comune di Castel Viscardo. Oggi a testimonianza della presenza di acque calde rimane soltanto un obsoleto e diruto impianto termale.

## Feste e tradizioni
- Festa della Pigiatura: ottobre di ogni anno;
- Festa del Bigonzone (la seconda domenica di novembre);
- La vecchiarella (epifanìa);
- Sagra del piatto perduto (agosto)
- Calici di stelle (notte di San Lorenzo)

## Galleria d'immagini

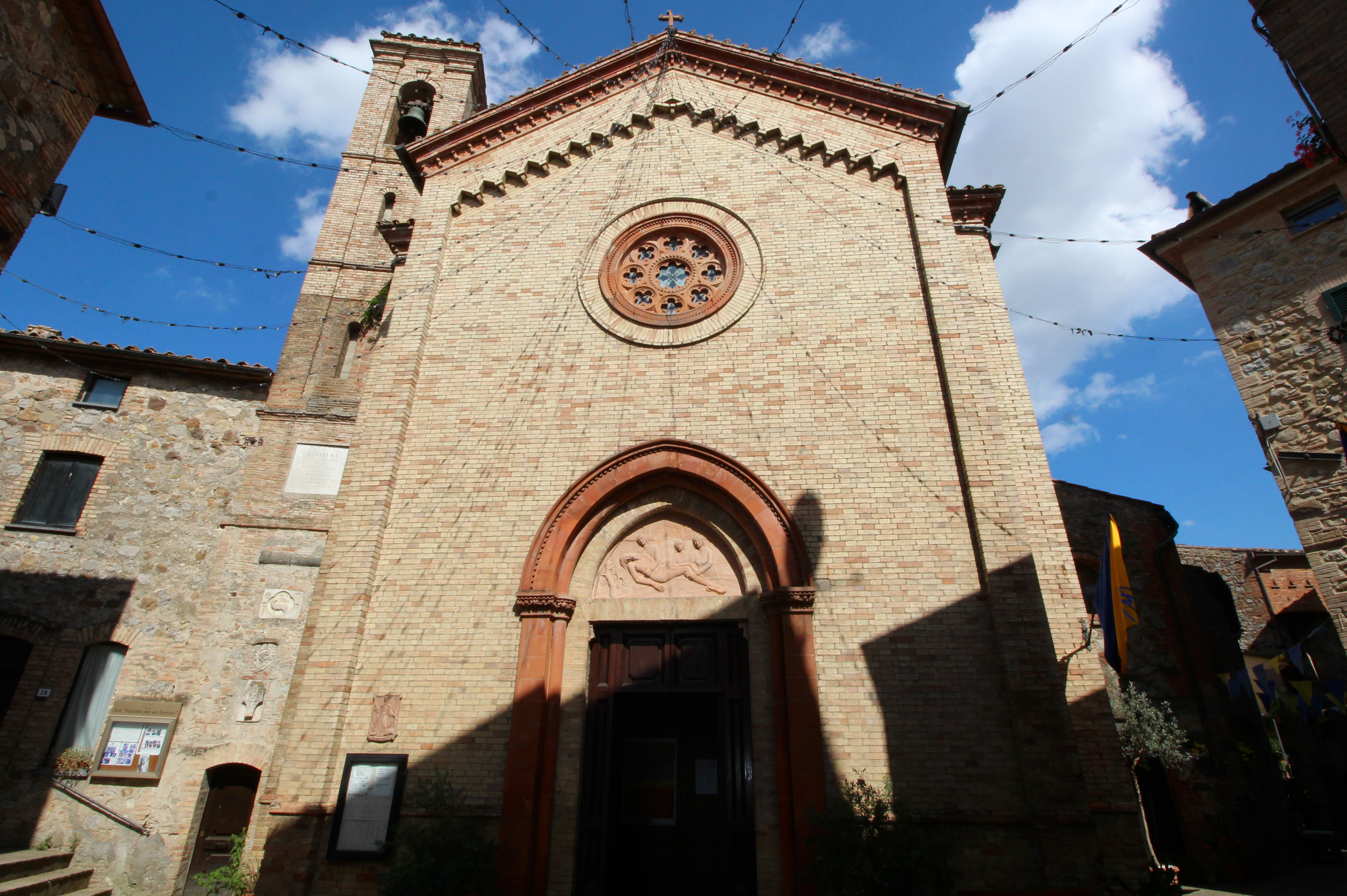
La chiesa di Sant'Antonio Abate nel centro storico
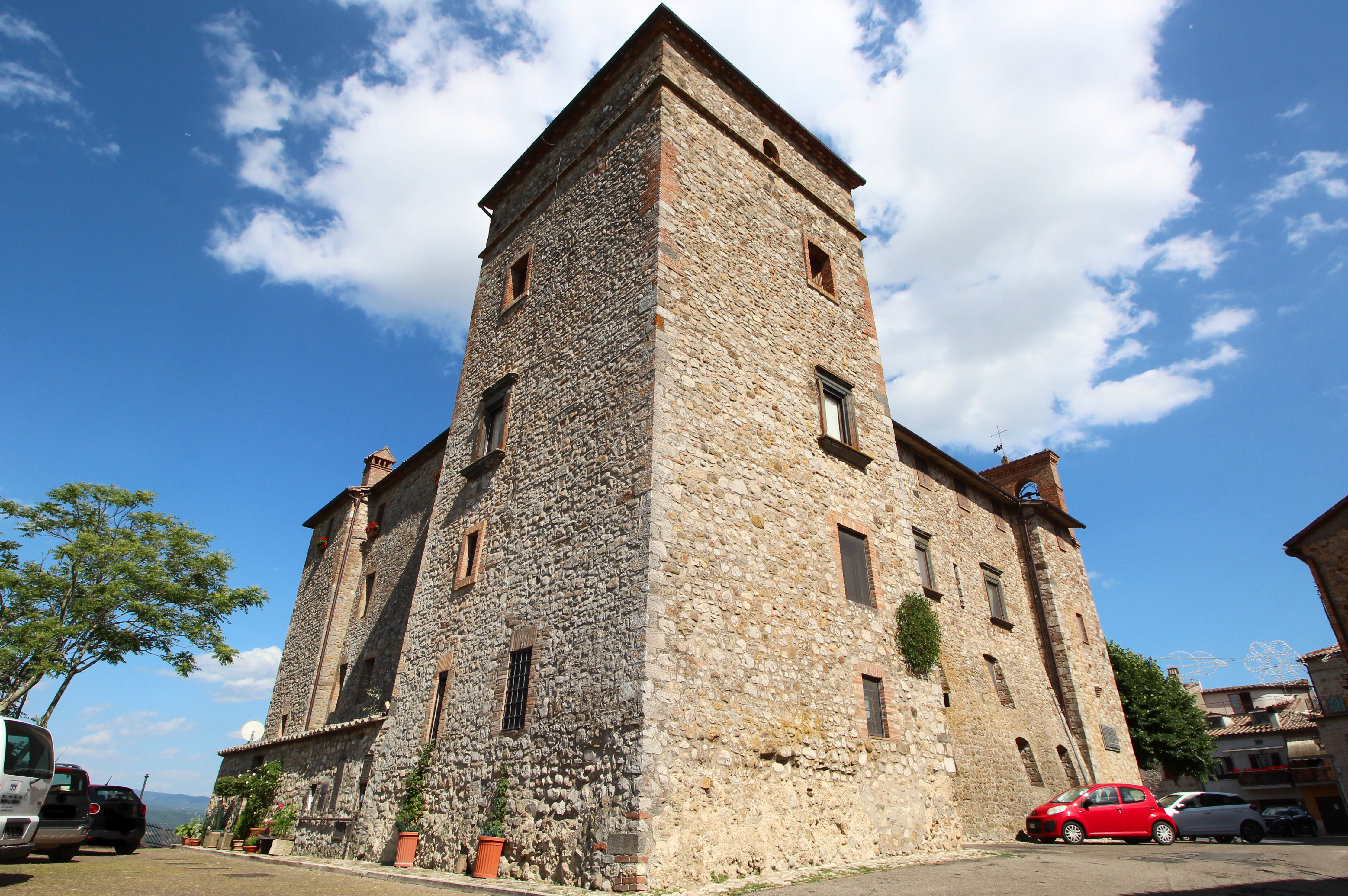
Il castello di Monterubiaglio
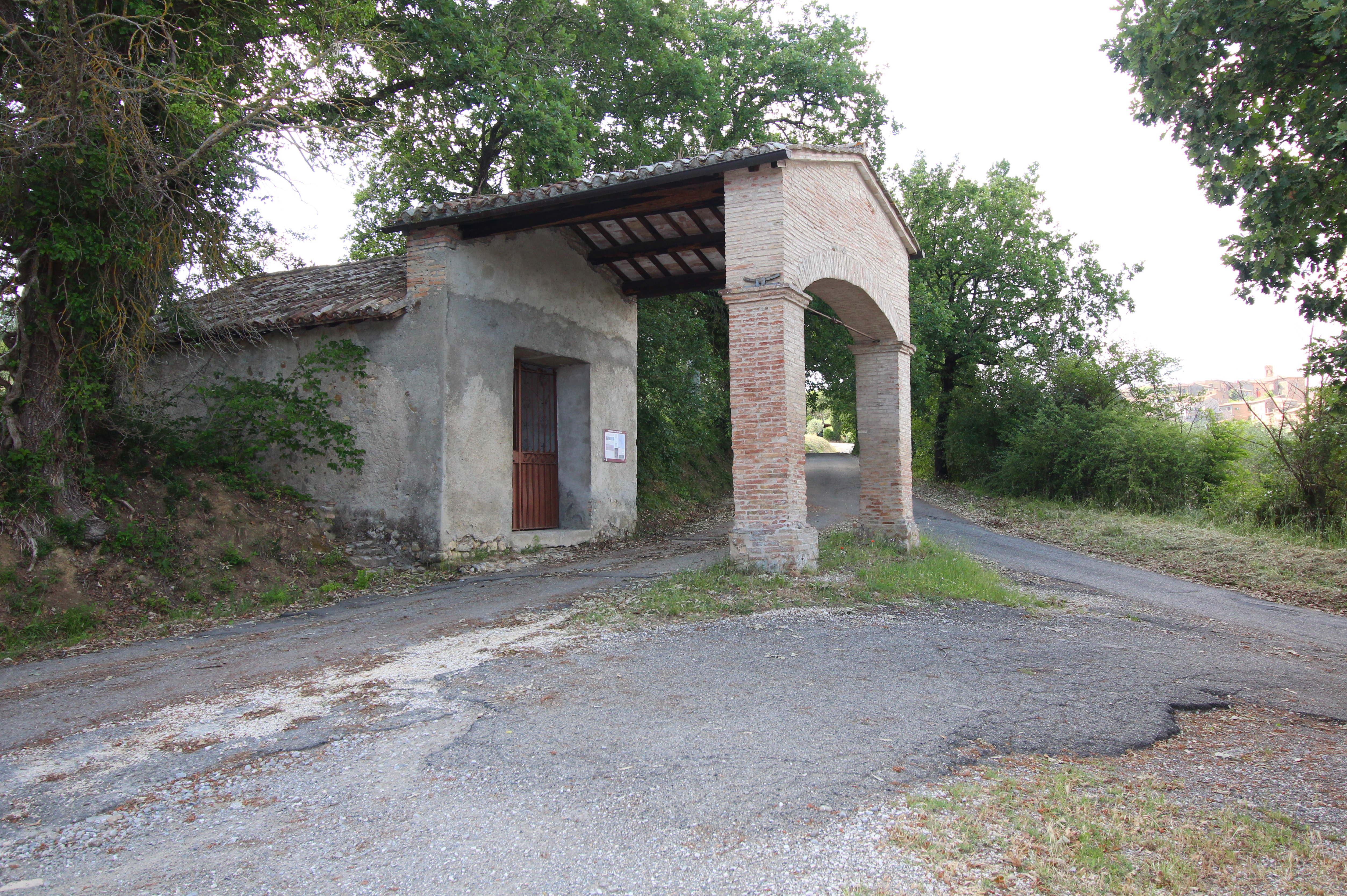
La chiesa del crocifisso fuori del paese